# عبد الحميد عمر
عبد الحميد عمر (بالملايوية: Abdul Hamid Omar)‏ هو قاضي ماليزي، ولد في 25 مارس 1929 في Kuala Perlis ‏ في ماليزيا، وتوفي في 1 سبتمبر 2009 في كوالالمبور في ماليزيا.